# Guilherme Leme
Guilherme Leme Marcos Garcia (Lençóis Paulista, 29 de setembro de 1960) é um ator, diretor e produtor brasileiro.

## Carreira
Guilherme Leme estudou teatro amador no colégio objetivo em São Paulo e depois na PUC-SP. Fez muitos cursos de dança, com Ivaldo Bertazzo, Maria Duchenes e Sônia Mota. Em Nova Iorque, fez os cursos de música, dança, mímica e teatro.
No início de sua carreira, ajudou a fundar a Companhia de Teatro São Paulo Brasil e participou de festivais em todo o país. Sua estreia como profissional foi no musical Chorus Line.  Nos palcos, além de atuar, Guilherme produziu diversos espetáculos, como Decadência, Eduardo II, Felizes da Vida, entre outros.
São mais de 40 anos de carreira e diversas novelas e minisséries no currículo, entre elas, Bambolê, Bebê a Bordo, Que Rei Sou Eu?, Vamp, Perigosas Peruas e De Corpo e Alma. Integrou ainda, o elenco da série infantil Caça Talentos e da série teen Malhação, esta última, no ano 2000.
Dois dos personagens mais importantes de sua carreira, foram nos já citados folhetins, Bebê a Bordo e Vamp, nos quais interpretou Rico e Gerald Lamas, respectivamente.
No cinema, atuou nos filmes Benjamim, Erotique e Anjos da Noite. Neste último filme, o ator ganhou o prêmio de melhor ator coadjuvante no Festival de Gramado.
Em 2011, participou da telenovela Insensato Coração.
Foi elogiado pela crítica ao interpretar Meursault, no monólogo baseado na obra de Albert Camus, O Estrangeiro.  Fez parte também, do elenco de Rock in Rio - O Musical.
Atualmente, tem se destacado dirigindo peças teatrais.
Em 2016, após 5 anos afastado das telinhas, Guilherme retornou às novelas ao participar de A Terra Prometida, da Rede Record.
Além de todas as ocupações artísticas destacadas, Leme ainda é artista plástico, já tendo realizado seis exposições no Brasil e participado de duas coletivas no exterior.  

## Vida pessoal

### Saúde
Em 13 de julho de 2013, foi relatado que Guilherme estava em um tratamento contra um câncer de garganta, no hospital A. C. Camargo Câncer Center. Ao final do tratamento, no dia 18 de abril 2014, o ator deu uma entrevista à Revista Quem, revelando estar curado do câncer.

## Filmografia

### Televisão
| Ano  | Título                     | Papel                             | Notas                                        | Emissora          |
| ---- | -------------------------- | --------------------------------- | -------------------------------------------- | ----------------- |
| 1987 | Bambolê                    | Jonas (Alligator)                 |                                              | Rede Globo        |
| 1988 | O Primo Basílio            | Pedro                             |                                              | Rede Globo        |
| 1988 | Bebê a Bordo               | Ricardo Antônio Barbirotto (Rico) |                                              | Rede Globo        |
| 1989 | Que Rei Sou Eu?            | Roland Barral                     |                                              | Rede Globo        |
| 1989 | Top Model                  | Ele mesmo                         | Participação                                 | Rede Globo        |
| 1990 | Delegacia de Mulheres      | Alex                              | Episódio: "Chantagem Eletrônica"             | Rede Globo        |
| 1990 | Fronteiras do Desconhecido | Adrian                            | Episódio: "O Acidente"                       | Rede Manchete     |
| 1991 | Vamp                       | Gerald Lamas                      |                                              | Rede Globo        |
| 1992 | Você Decide                |                                   | Episódio: "Pesadelo"                         | Rede Globo        |
| 1992 | Perigosas Peruas           | Gabriel Fernandes (Anjo)          | Participação                                 | Rede Globo        |
| 1992 | De Corpo e Alma            | Agenor Pinheiro (Gino)            |                                              | Rede Globo        |
| 1994 | Educação para o Trânsito   | Ele mesmo                         |                                              | Rede Globo        |
| 1994 | 74.5 - Uma onda no ar      | Quim                              |                                              | Rede Manchete     |
| 1995 | Você Decide                | Edu                               | Episódio: "Pacto de Silêncio"                | Rede Globo        |
| 1995 | Sangue do Meu Sangue       | Juca                              |                                              | SBT               |
| 1996 | Caça Talentos              | Zack                              | Temporada 1                                  | Rede Globo        |
| 1997 | Você Decide                |                                   | Episódio: "Enrascada"                        | Rede Globo        |
| 1997 | Você Decide                | Luís Guilherme                    | Episódio: "Cobiça"                           | Rede Globo        |
| 1997 | Malhação                   | Celso                             | Temporada 3; Participação                    | Rede Globo        |
| 1998 | Por Amor                   | Ary                               | Participação                                 | Rede Globo        |
| 1998 | Caça Talentos              | Zack                              | Temporada 4                                  | Rede Globo        |
| 1998 | Labirinto                  | Horácio Meireles                  |                                              | Rede Globo        |
| 1999 | Terra Nostra               | Capitão Macário                   | Participação                                 | Rede Globo        |
| 2000 | Malhação                   | Jorge Vasconcelos                 | Temporadas 7–8                               | Rede Globo        |
| 2002 | Sítio do Picapau Amarelo   | Hermes                            | Episódios: "25 de março–19 de abril de 2002" | Rede Globo        |
| 2006 | Floribella                 | Figueiredo                        | Temporada 2; Participação                    | Rede Bandeirantes |
| 2008 | Chamas da Vida             | André Lemos                       |                                              | Rede Record       |
| 2011 | Insensato Coração          | Áquiles Trajano                   |                                              | Rede Globo        |
| 2016 | A Terra Prometida          | Elidade                           |                                              | Rede Record       |

### Cinema
| Ano  | Título                  | Papel    | Notas                 |
| ---- | ----------------------- | -------- | --------------------- |
| 1987 | Anjos da Noite          | Teddy    |                       |
| 1994 | Erotique                |          | segmento "Final Call" |
| 1999 | Jaime                   | António  |                       |
| 2001 | Minha Vida em Suas Mãos | Bosco    |                       |
| 2002 | Zico - O Filme          | Zeca     |                       |
| 2004 | Benjamim                | Jeovan   |                       |
| 2010 | Bartô                   | Contador | Curta-metragem        |
| 2012 | Cores                   | Roger    |                       |

## Teatro
Como Ator
- Chorus Line
- Amor Bruxo
- Aurora
- Boeing Boeing
- Máscaras
- Carmem com Filtro
- Lulu
- La Ronde
- Medeamaterial
- Eduardo II
- Metralha
- Decadência
- Os Olhos Verdes do Ciúme
- Aurora
- Trindade
- Felizes da Vida
- Quarttet
- O Estrangeiro
- Rock in Rio - O Musical
- Uma Relação Pornográfica

Como Diretor
- Os Adoráveis Sem-Vergonhas
- Felizes da Vida
- A Idade da Ameixa
- A Forma das Coisas
- Sem Vergonhas
- RockAntygona
- Laranja Azul
- O Matador de Santas
- Shirley Valentine
- Filha, Mãe, Avó e P...
- Billdog
- O Nó do Coração
- Trágica.3
- Fatal
- Genderless - Um Corpo Fora da Lei
- O Olho de Vidro
- Um Pai - Puzzle
- Romeu & Julieta, O Musical
- A Peste
- Merlin e Arthur, Um Sonho de Liberdade
- Intimidade Indecente